# Колониа (Яп)

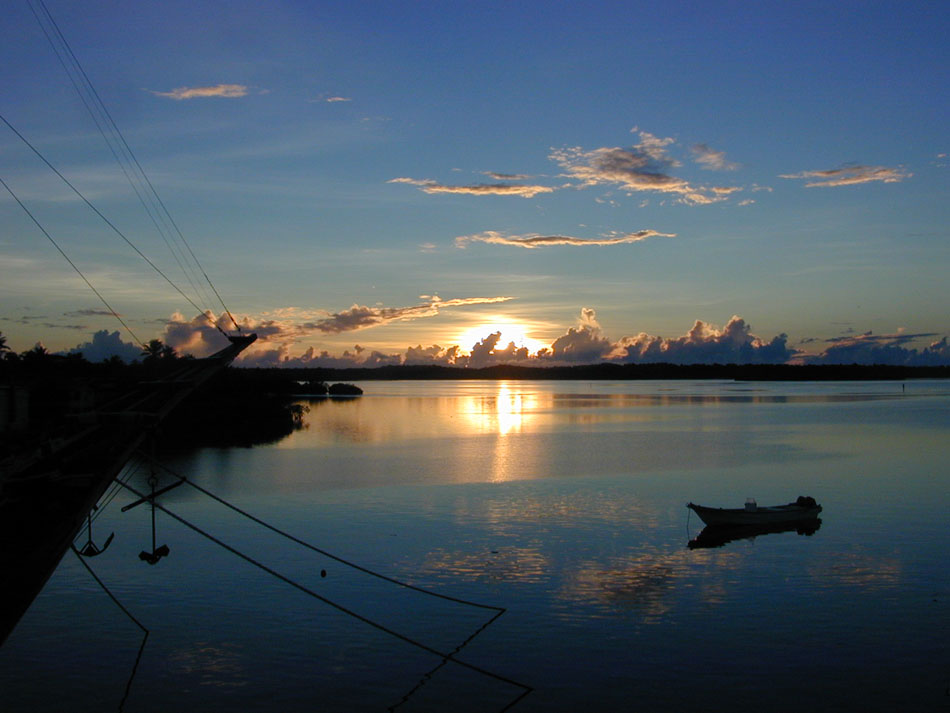
Закат солнца над Колониа, вид из отеля «Манта Рей», 24 мая 2002 года

Коло́ниа (англ. Colonia) — административный центр штата Яп, одного из штатов Федеративных Штатов Микронезии. Административно в штат входят острова Яп и атоллы к востоку и югу на протяжении приблизительно 800 км. В 2003 году население насчитывало 6 300 жителей в Колониа и 10-ти других муниципалитетах. В Колониа есть несколько гостиниц и гавань с пристанью для яхт.
Испанская католическая миссия в Колониа появилась во времена испанского владычества на островах.